# Smicridea pallidivittata
Smicridea pallidivittata är en nattsländeart som beskrevs av Oliver S. Flint Jr. 1972. Smicridea pallidivittata ingår i släktet Smicridea och familjen ryssjenattsländor. Inga underarter finns listade i Catalogue of Life.